# Harford (New York)
Pour les articles homonymes, voir Harford.
Harford est une ville située dans le comté de Cortland, dans l'État de New York, aux États-Unis,. En 2010, elle comptait une population de 943 habitants, estimée au 1er juillet 2016 à 928 habitants.

## Démographie
Lors du recensement de 2010, la ville comptait une population de 943 habitants. Elle est estimée, en 2016, à 928 habitants.